# 道の駅ばんだい

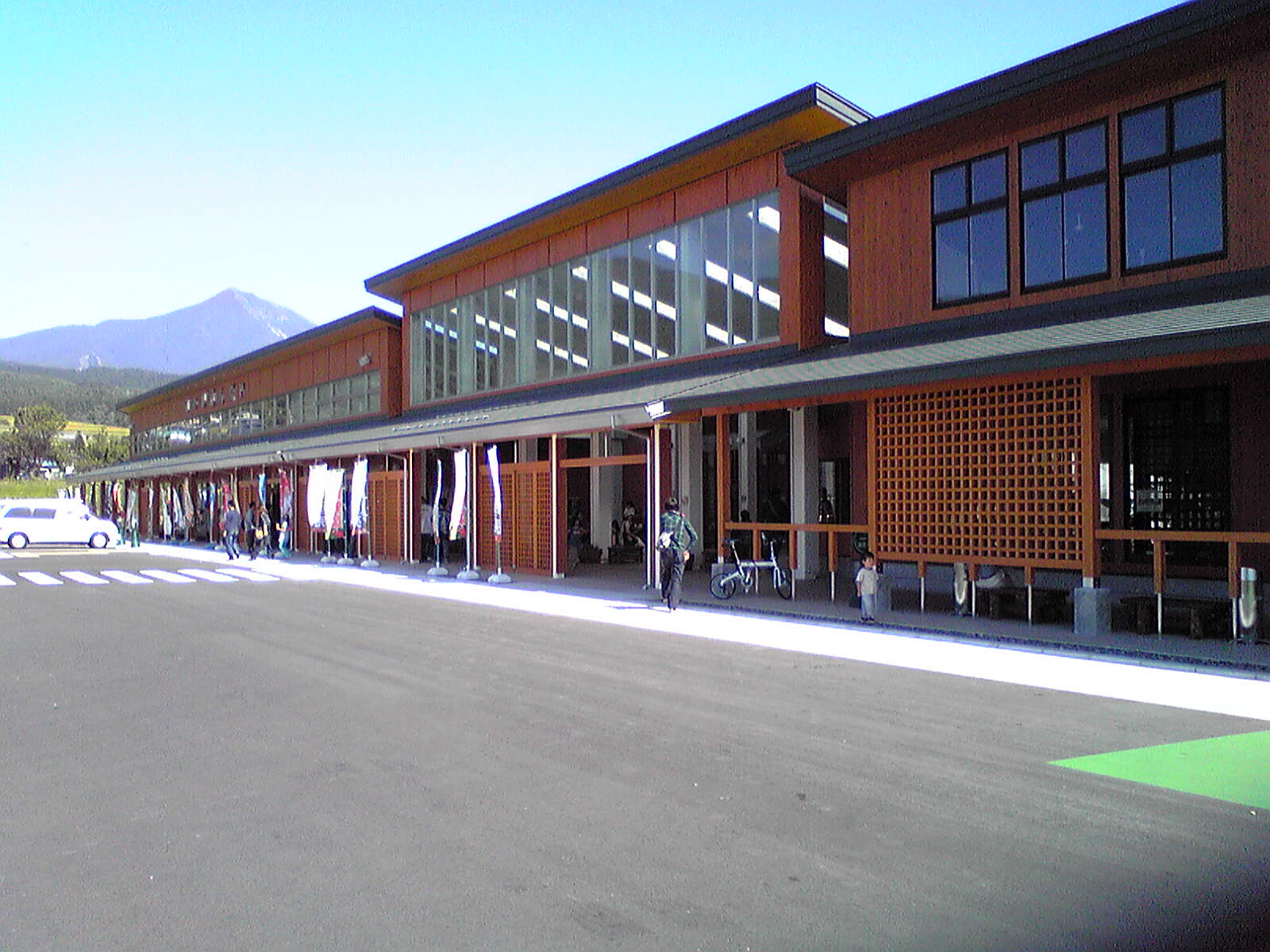
施設

道の駅ばんだい（みちのえきばんだい）は、福島県耶麻郡磐梯町にある福島県道7号猪苗代塩川線の道の駅である。愛称は徳一の里 きらり。

## 概要
2009年（平成21年）7月31日に道の駅に登録され、同年8月16日に福島県で19番目 に開駅した。敷地面積は約9500m2。
建物内のレストラン会津嶺（あいづね）からは磐梯山をバックに東日本旅客鉄道（JR東日本）磐越西線を走る列車を眺めることができる。そのためSL郡山会津路号・SL磐梯会津路号の撮影に訪れる鉄道ファンも多い。

## 施設
- 駐車場
  - 普通車：67台
  - 大型車：9台
  - 身障者用：2台
- トイレ（いずれも24時間利用可能）
  - 男：12器
  - 女：13器
  - 身障者用：2器
- 情報提供コーナー（公衆無線LAN FREESPOTあり）
- 農産物直売所（9:30 - 18:00）
- 売店・コンビニ（7:00 - 21:00）
- レストランお食事処「会津嶺（あいづね）」（11:00 - 16:00）
- 軽食コーナー（9:30 - 17:00）
- ドッグラン
- 電気自動車用急速充電器（9:00 - 19:00）
- おもちゃ売り場「BANDAI」コーナー[2]
- 高さ1.5メートルのガンダム[2]

## 休館日
- 無休

## 道路
- 福島県道7号猪苗代塩川線 - 登録路線
  - 福島県道64号会津若松裏磐梯線（重複区間）
  - 福島県道207号磐梯町停車場線
- JR東日本 磐越西線 磐梯町駅

## 周辺
- 磐梯町役場
- 慧日寺